# Teste de Baeyer
Como existem muitos alcenos e ciclanos isômeros o químico alemão Adolf von Baeyer (1835 - 1917, Prêmio Nobel de 1905) elaborou um teste que se baseia na reação de oxidação branda com permanganato de potássio (KMnO4) de cor violeta.

Teste de Baeyer

Alcenos por possuirem dupla ligação reagem com o KMnO4, ou seja se oxidam, e então a cor violeta desaparece. Já os ciclanos, como não oxidam, não reagem.

## Em termos gerais
- Alceno  → [O] BRANDA/H2O → REAGE
- Ciclano → [O] BRANDA/H2O → NÃO REAGE

Nos quais, "→ [O] BRANDA/H2O →" representa oxidação branda com a retirada da água que se forma como produto.